# Goggia hewitti
Goggia hewitti — вид геконоподібних ящірок родини геконових (Gekkonidae). Ендемік Південно-Африканської Республіки. Вид названий на честь південноафриканського герпетолога Джона Х'юїтта.

## Опис
Тіло (не враховуючи хвоста) сягає 28–35 мм завдовжки, хвіст дещо довший за решту тіла. Верхня частина тіла світло-коричнева, поцяткована темно-коричневими плямками, нижня частина тіла блідо-кремова. У самців чотири преанальні пори.

## Поширення і екологія
Goggia hewitti мешкають в Капських горах на території Західнокапської і Східнокапської провінцій. Вони живуть в тріщинах серед скель, порослих чагарниками. Самиці відкладають 2 яйця розміром 9×5,5 мм.